# Trithyris aethiopicalis
Trithyris aethiopicalis är en fjärilsart som beskrevs av Ghesquière 1942. Trithyris aethiopicalis ingår i släktet Trithyris och familjen Crambidae. Inga underarter finns listade i Catalogue of Life.